# Dave Marr
Dave Marr, född 27 december 1933 i Houston i Texas, död 5 oktober 1997 i Houston, var en amerikansk golfspelare.
Marr var klubbprofessional och började att spela regelbundet på den amerikanska PGA-touren på 1960-talet. Han vann majortävlingen PGA Championship 1965 på Laurel Valley i Ligonier i Pennsylvania. Han gick de fyra rundorna på 280 slag, två slag bättre än tvåorna Jack Nicklaus och Billy Casper.
Han ställde upp i ytterligare sju majortävlingar. Han tävlade i The Masters Tournament 1967 (16:e plats), PGA Championship 1960 (10:e plats), US Open 1959 (15:e plats), 1966 (4:e plats) och 1967 (9:e plats) samt The Open Championship 1966 (8:e plats) och 1967 (11:e plats).
1965 var Marr medlem i det amerikanska Ryder Cup-laget och 1981 var han kapten för det lag där bland andra Jack Nicklaus, Lee Trevino, Hale Irwin, Johnny Miller, Tom Watson och Ben Crenshaw deltog. Laget vann över Europa med 18½-9½.
1981 valdes han in i College Golf Hall of Fame.
Marr arbetade under många år som expertkommentator inom golf för ABC, NBC och BBC. Han avled i cancer 1997.